# Kanton Poitiers-3
Kanton Poitiers-3 is een kanton van het Franse departement Vienne. Kanton Poitiers-3 maakt deel uit van het arrondissement Poitiers.

## Gemeenten
Het kanton Poitiers-3 omvatte tot 2014 de volgende gemeenten:
- Mignaloux-Beauvoir
- Poitiers (deels, hoofdplaats)

Door de herindeling van de kantons bij decreet van 26 februari 2014 met uitwerking op 22 maart 2015 werd het kanton beperkt tot een centraal en oostelijk deel  van Poitiers.